# Ansonia endauensis
Ansonia endauensis är en groddjursart som beskrevs av Grismer 2006. Ansonia endauensis ingår i släktet Ansonia och familjen paddor. IUCN kategoriserar arten globalt som otillräckligt studerad. Inga underarter finns listade i Catalogue of Life.